# Richard Clayderman

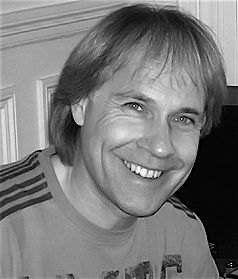
Richard Clayderman

Richard Clayderman, geboren als Philippe Pagès (Parijs, 28 december 1953) is een Frans pianist die talloze albums heeft gemaakt, inclusief composities van Paul de Senneville en Olivier Toussaint, instrumentale versies van popmuziek, gearrangeerde versies van filmmuziek, volksmuziek en easylisteningarrangementen van de populairste klassieke muziek.

## Biografie

### Jeugd
Clayderman werd al heel jong geleerd piano te spelen door zijn vader, die zelf pianoleraar was. Toen hij twaalf jaar was, werd hij toegelaten tot het Parijse conservatorium. Financiële problemen, mede veroorzaakt door de ziekte van zijn vader, zetten een punt achter zijn carrière als veelbelovend klassiek pianist. Om in zijn levensonderhoud te voorzien, vond hij werk als bankklerk en begeleider van hedendaagse bandjes. Hij begeleidde bekende Franse zangers als Johnny Hallyday, Thierry Le Luron en Michel Sardou.

### Ballade pour Adeline
In 1976 werd hij uitgenodigd door Olivier Toussaint, een Frans producer en zijn partner Paul de Senneville om een mooie pianoballade op te nemen. Paul de Senneville had deze ballade gecomponeerd als een ode aan zijn nieuwe dochter "Adeline". De 23 jaar oude Philippe Pagès deed auditie tezamen met twintig andere pianisten en verwierf de opdracht. "Hij was een interessante musicus met een zachte touch en een goede techniek", zei Toussaint. "En hij ziet er ook goed uit".
Philippe Pagès' naam werd veranderd in Richard Clayderman (hij nam de naam van zijn overgrootmoeder aan, om te voorkomen dat zijn naam buiten Frankrijk foutief zou worden uitgesproken), en de single werd geproduceerd. Er werden ruim 22 miljoen van verkocht in 38 landen. De titel werd "Ballade pour Adeline".

### Succes
Clayderman heeft meer dan 1200 melodieën opgenomen en creëerde een nieuwe romantische stijl met een repertoire dat een combinatie was van zijn eigen handelsmerk met klassieke en popmuziek. Hij heeft wereldwijd zo'n 70 miljoen platen verkocht en 267 gouden en 70 platina platen gehaald. Hij is populair en geliefd in Azië en staat in het Guinness Book of World Records als de meest succesvolle pianist ter wereld".
Clayderman woont in Normandië met zijn vrouw Christine, zoon Peter, en dochter Maud.

## Discografie
| A - A Comme Amour (cd) - A Dream of Love (cd) - A Little Night Music (cd) - A little Romance (cd) - All by myself (2 cd-SET) - Always (cd) - America Latina...mon amour (cd) - Amour (cd) - Amour pour amour (cd) - Anemos (cd) - Anniversary Collection (5 cd-SET) - Antique Pianos (cd) - Arabesque (cd) - A Touch of Latino (cd) B - Ballade pour Adeline (LP / 33T) (WW Sales: 30 million) - Ballade pour Adeline (1985-cd) - Ballade pour Adeline and other Love Stories (cd) - Best 100 (Italy version) (2 cd) - Best 100 (Japan version) (2 cd) - Best Friend (cd) - Best of Classics (2 cd-SET) - Best of Richard Clayderman (cd) - Brazilian Passion (cd) - Para Reynosa tamaulipas C - Carpenters Collection (cd) - Chansons d'Amour (2 LP SET) - Chinese Evergreen (cd) - Chinese Garden (cd) - Chinese Garden/Cherished Moments (cd + VCD) - Christmas (LP / 33T) - Christmas Album (cd) - Clair de Lune (3 cd-SET) - Classic Touch (cd) - Classics (cd) - Clayderman 2000 (cd) - Coeur Fragile (cd) - Collection, The (cd) - Confluence, The (cd) - Couleur Tendresse (1982,LP / 33T) D - Deluxe (2 cd-SET) - Desperado (cd) - Deutsche Volkslieder (cd) - Digital Concerto (cd) - Dimanche et fêtes (cd-single) E - Ecos de sudamérica (cd) - Ein Träum von Liebe (LP / 33T) - Eléana (LP / 33T) - Eléana (cd) - Encore (cd) - En Venezuela (cd) - Essential (3 cd-SET) - Essential Classics (cd) - Everybody Loves Somebody Sometime (cd) F - Fantastic Movie story of Ennio Morricone (cd) - Forever My Way (cd, 2006) - France, mon Amour (cd) - Friends France - Original (cd + VCD) - Friends France (cd + VCD) - From the Heart (LP / 33T) - From this moment on (2006/cd) | G - Golden Hearts (cd) - Golden Moments (cd) H - Hollywood and Broadway (cd) - Howards End and EastEnders theme I - Il y a toujours du Soleil au-dessus des Nuages (cd) - In amore (cd) (Originally produced (1999) (Polydor Records: 1995-1996) - In Harmony (cd) - In the key of love (2 cd-SET) - Introducing Richard Clayderman (cd) J - Japon mon Amour (cd) - Joue-moi tes rêves (cd) L - La Tendresse (cd) - Les Musiques de l'amour (LP / 33T) - Les Musiques de l'amour (cd) - Les Nouvelles Ballades Romantiques (cd) - Les Rendez-vous de Hasard (cd) - Les Sonates (cd) - Lettre à ma Mère (cd) - Lettre à ma Mère (LP / 33T) - Love, American Style (cd) - Love Collection (cd) - Love Follow Us (cd) - Love Follow Us 2 (cd) - Love, French Style (cd) - Love, Italian Style (cd) - Love Songs of Andrew Lloyd Webber (cd) - Love the Aboriginal's - Love the Phan-huy's(the classic collection Ching Chong China) - Lyphard Melodie (cd) M - Magic of Brazilian Music (cd) - Magic of Richard Clayderman (2 × LP) - Matrimonio D'Amour - Masters of Melody (3 cd-SET) - Medley Concerto (LP / 33T) - Meisterstücke (cd) - Memories (dvd / VHS) - Millennium Gold (cd) - Mexico con amor (cd) - Mother of Mine (2 × cd) - Musical Collection (dubbel-cd) - Music of Richard Clayderman (LP / 33T) - My Australian Collection (cd) - My Bossa Nova Favourites (cd) - My Classic Collection (cd) - My favourite Oldies (2 cd-SET) - My favourite Melodies (2 cd-SET) - Mysterious Eternity (cd) N - New (2005) - New era (cd + VCD) - Number 1 Hits (dubbel-cd) O - On TV (cd) - Omaggio (cd) | P - Piano et orchestre (cd-versie van het debuutalbum) - Null Piano moods (dubbel-cd) - Plays Abba (cd) - Premiers chagrins d'Elsa, Les (1983, LP/33T) Q - Quel gran genio del mio amico... (cd) R - Remembering the Movies (cd) - Rendez-vous (Produced by COBA) - Rêveries (LP / 33T) - Rêveries No.2 (cd) - Richard Clayderman (1977 Debut album) (LP / 33T) - Richard Clayderman (1982) (LP / 33T) - Richard Clayderman in Concert - Japan (Video) - Richard Clayderman in Concert - England (Video) - Richard Clayderman Plays Abba, The Hits (cd) - Romance and the piano of Richard Clayderman (cd) - Romantic (cd) - Romantic America (Canadian Release) (cd) - Romantic Dreams (cd) - Romantic Nights (cd) One of a 10xcd compilation set from St Clair. - Rondo pour un tout petit enfant (cd) S - Scandinavian Collection (cd) - Serenade de l'etoile (Coup de Coeur) (cd) - Smiling Joey (cd-single) - Songs of Love (cd) - Souvenirs (cd) - Souvenirs D'Enfance - Souvenir of Love (LP / 33T) - Stage and Screen (cd) - Sweet Memories (Cassette) - Sweet Memories (LP / 33T) - Souvinirs D ' Enfance (cd) T - Tango (cd) - Thailand mon Amour (cd) - The best 100 (cd 2006) - Together (cd) - Together at Last (cd) - Träumereien 3 (cd) - Träummelodien (cd) - Treasury of love (cd) One of a 10xcd compilation set from St Clair. - Turquie mon amour (cd) - Two Together (cd) U - Ultimate Collection (4xcd) V - Very best of Richard Clayderman (cd) - Very best of Richard Clayderman (DISKY) (3 × cd) - Vietnamese long song(cd) W - What a wonderful World (2 cd SET) - When a man loves a woman (cd) - When love songs were love songs (cd) - With Love (1988) (LP / 33T) - With Love (1997) (cd) - With Love (1999) (cd) - World Tour (cd) Z - Zodiacal Symphony (cd) Getallen - 25 Years of Golden Hits (2xcd) - 30 Ans - The chemin de gloire (30 years - The path of glory) (2xcd) - 50 Exitos Romanticos (3xcd) - 101 Solistes Tziganes (cd) Clayderman's arrangement van Three Blind Mice is verschenen op Bill Baileys album The Ultimate Collection... Ever! |